# Port lotniczy Meszhed
Port lotniczy Meszhed (IATA: MHD, ICAO: OIMM) – międzynarodowy port lotniczy położony w Meszhed, w ostanie Chorasan, w Iranie. Jest jednym z największych portów lotniczych w kraju.

## Linie lotnicze i połączenia

### Krajowe
- Aria Air (Teheran-Mehrabad)
- Caspian Airlines (Teheran-Mehrabad)
- Eram Air (Tabriz)
- Iran Air (Teheran-Mehrabad, Bandar Abbas)
- Iran Air Tours (Abadan, Ahwaz, Bandar Abbas, Chabahar, Isfahan, Khorramabad, Reszt, Sari, Shahrekord, Sziraz, Tabriz, Teheran-Mehrabad, Urmia, Jazd, Zahedan)
- Iran Aseman Airlines (Tehran-Mehrabad, Kermanshah, Sziraz)
- Kish Air (Kisz, Teheran-Mehrabad, Isfahan)
- Mahan Airlines (Teheran-Mehrabad, Kerman, Sziraz, Zabol)
- Saha Airlines (Teheran-Mehrabad)
- Taban Airlines (Teheran-Mehrabad, Isfahan, Zahedan, Kisz)
- Fars Qeshm Air (Teheran-Mehrabad)

### Międzynarodowe
- Bahrain Air (Bahrajn)
- Caspian Airlines (Damaszek)
- Emirates (Dubaj) [od late 2009]
- Galaxy Air (Biszkek)
- Gulf Air (Bahrajn)
- Iran Air (Kuwejt, Bejrut, Bahrajn, Dżudda, Dammam)
- Iran Air Tours (Dubaj)
- Iran Aseman Airlines (Kabul, Kuwejt, Dubaj, Duszanbe, Biszkek, Bahrajn)
- Jazeera Airways (Dubaj, Kuwejt)
- Kam Air (Kabul)
- Kish Air (Damaszek)
- Qatar Airways (Ad-Dauha)
- Saudi Arabian Airlines (Jizan) [sezonowo]
- Taban Airlines (Damaszek, Dubaj, Ałmaty, Stambuł)
- Turkish Airlines (Stambuł-Atatürk) [do 2008]